# LOVER"S"MiLE
〈LOVER"S"MiLE〉는 LiSA 명의로 발매된 첫 번째 정규앨범이다. 타이틀 곡은 일본 TV 애니메이션《Fate/Zero》의 오프닝 삽입곡 《Oath Sign》이다.

## 수록곡
1. 優しさに辿りつくまで(상냥함에 도달할 때까지)
2. Oath Sign
3. Now And Future
4. EGOiSTiC SHOOTER
5. Wild CANDY
6. 花とミツバチ(꽃과 꿀벌)
7. ROCK-Mode
8. 笑ってほしくて(웃어주길 바라며)
9. アンフィル(언 필)
10. ジェットロケット(제트 로켓)
11. LOVER"S"MiLE
12. 終わりのない歌(끝나지 않는 노래)
13. Oath Sign(Acoustic Ver.)